# Айсуак
Айсуа́к (рос. Айсуак, башк. Айсыуаҡ) — село у складі Куюргазинського району Башкортостану, Росія. Входить до складу Єрмолаєвської сільської ради.
Населення — 1123 особи (2010; 1224 в 2002).
Національний склад:
- росіяни — 51%
- башкири — 31%